# Erminoni
Nella Germania di Tacito, gli Erminoni (italianizzato anche come Irminoni, Herminoni o Ermioni; in latino Herminones) sono uno dei tre gruppi nei quali si ripartivano i Germani occidentali, accanto a Ingevoni e Istevoni. La storiografia moderna ha identificato gli Erminoni con le tribù germaniche stanziate nel bacino dell'Elba.
Degli Erminoni, spesso indicati con il nome generico di Suebi o Svevi, facevano parte i Marcomanni, i Quadi, gli Ermunduri, i Semnoni e i Longobardi; esistono tuttavia numerose discrepanze, sia tra le varie fonti antiche sia tra esse e gli esiti della ricerca storiografica moderna, su quali tra le tribù germaniche siano effettivamente da ascrivere agli Erminoni. 
Pomponio Mela, nella sua Chorographia, colloca gli Herminones nell'area del Golfo di Codano; secondo la Naturalis Historia di Plinio il Vecchio, gli Erminoni comprendevano i Suebi (che in realtà coincidevano con la totalità del popolo), gli Ermunduri, i Catti e i Cherusci (questi ultime due tribù invece sicuramente Istevoni).

## I Suebi

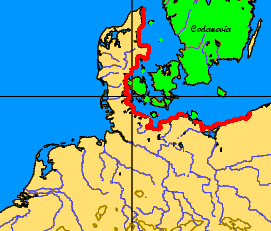
Il Golfo di Codano, l'area tra Elba e Mar Baltico dove erano stanziati gli Erminoni

Le fonti antiche utilizzano il nome di Suebi in modo poco coerente, a volte riferendosi alla totalità degli Erminoni e altre a singole tribù che ne formavano parte. Comunque, nel I secolo a.C. gruppi di Suebi mossero dal natio Golfo di Codano verso sud (stanziandosi in quella regione presso il Reno che ancora oggi porta il loro nome: la Svevia) e verso ovest, passando il Reno su invito dei Galli Edui e guidati da Ariovisto. In Gallia si scontrarono con Cesare, che stava conducendo le sue campagne per la conquista della Gallia, e furono sconfitti (58 a.C.).
Secoli dopo, un altro gruppo di tribù germaniche indicato con il nome di Suebi, ma includente anche altri elementi etnici (tanto germanici orientali - Vandali - quanto iranici - Alani), penetrarono nella Penisola iberica (409), dove fondarono un proprio regno e si convertirono al Cristianesimo. L'entità statale sueba, avente come nucleo la Galizia, fu annesso dal Regno visigoto nel 585.

## I Marcomanni
Stanziati tra il Reno, il Meno e il Danubio fino alla fine del I secolo a.C., presero parte alla spedizione in Gallia guidata da Ariovisto e fermata da Cesare nel 58 a.C. Sconfitti nuovamente da Druso maggiore nel 9 a.C., passarono in Boemia, guidati da Maroboduo. Lì fondarono un potente ma effimero regno, in seguito alla cui distruzione i Marcomanni aggregarono intorno a sé altre tribù, tra le quali i Quadi. I continui scontri con i Romani lungo il Limes sfociarono, nel 167, nelle guerre marcomanniche, che opposero il popolo germanico all'Impero romano di Marco Aurelio. Dopo un ventennio di lotte Roma infine vinse, e da allora i Marcomanni rimasero ai margini delle vicende storiche.

## I Quadi
Collocati nel I secolo a.C. lungo l'alto Meno, al termine del medesimo secolo si unirono ai Marcomanni nella migrazione verso l'attuale Boemia. Da qui, intorno alla metà del I secolo d.C., si spostarono verso la Pannonia, includendo altri elementi etnici quali gli Iazigi sarmatici. Attaccati da Domiziano alla fine del I secolo per essersi rifiutati di appoggiare l'imperatore romano nelle sue campagne contro i Daci, nel secolo seguente si unirono ai vicini Marcomanni nelle loro guerre contro Roma, condividendone la sconfitta. I resti del popolo entrarono a far parte di altre confederazioni germaniche, come i Suebi e gli Alemanni.

## Gli Alemanni
La tribù dei Semnoni, parte degli Herminones, costituì il nucleo originario della federazione di tribù nota come Alemanni (o Alamanni), che si stanziò nella valle del Neckar. Anch'essi vennero più volte a conflitto con i Romani: Caracalla li sconfisse sul Meno nel 213, nel 268 vennero respinti sul lago di Garda insieme ai Goti cui si erano uniti; nel 277 a batterli fu Probo e nel 357 Giuliano. In seguito la federazione andò via via perdendo i suoi connotati distintivi, confondendosi con quella dei Suebi tanto che dagli inizi del VI secolo il loro territorio d'origine, chiamato fino ad allora "Alemannia", incominciò a essere indicato con il nome di Svevia (che tuttavia si sarebbe imposto definitivamente soltanto a partire dall'XI secolo).

### Fonti primarie
- Beda il Venerabile, Historia ecclesiastica gentis Anglorum.
- Cesare, De bello Gallico.
- Cornelio Tacito, Germania.
- Strabone, Geografia.
- Tolomeo, Geografia.

### Fonti secondarie
- (IT) Francisco Villar, Gli Indoeuropei e le origini dell'Europa, Bologna, Il Mulino, 1997, ISBN 88-15-05708-0.